# 朱常巢
朱常巢（？—1648年4月15日（永曆二年三月戊午）），明朝宗室、南明軍事人物。

## 生平
朱盛濂是明仁宗八世孫、樊山王朱翊𨥌的兒子、樊山王朱常滄的弟弟；弘光元年（1645年）時清兵攻陷安慶，英山、霍山、舒城、潛山的山寨都拒守清兵，無法攻下，並奉他司空山在居住，稱荊王。同年十二月，山寨士兵收復太湖，驅逐知縣饒崇秩，多次打敗清兵。永曆二年（1648年）三月，李棲鳳、夏繼虞、卜從善、黃鼎、馬進功兵馬來到，部將余垣以三百人投降，誘擒朱常巢殺害。

## 引用
1. 1 2  錢海岳《南明史·卷三·本紀第三》：（永曆二年三月）戊午，……安慶、太湖陷，宗室朱常巢，侍郎邵起等死之。
2. 1 2  錢海岳《南明史·卷二十八·列傳第四》：樊山王常滄，樊山王翊𨥌子，仁宗八世孫……弟常巢。弘光元年，清兵陷安慶，英、霍、舒、潛間諸山寨多拒守不下，奉常巢居司空山，稱荊王。十二月，復太湖，逐知縣饒崇秩，屢敗清兵。
3. ↑  錢海岳《南明史·卷二十八·列傳第四》：永曆二年三月，李棲鳳、夏繼虞、卜從善、黃鼎、馬進功兵四至，其部將余垣以三百人降，因誘執，常巢遇害。